# Spionageballon

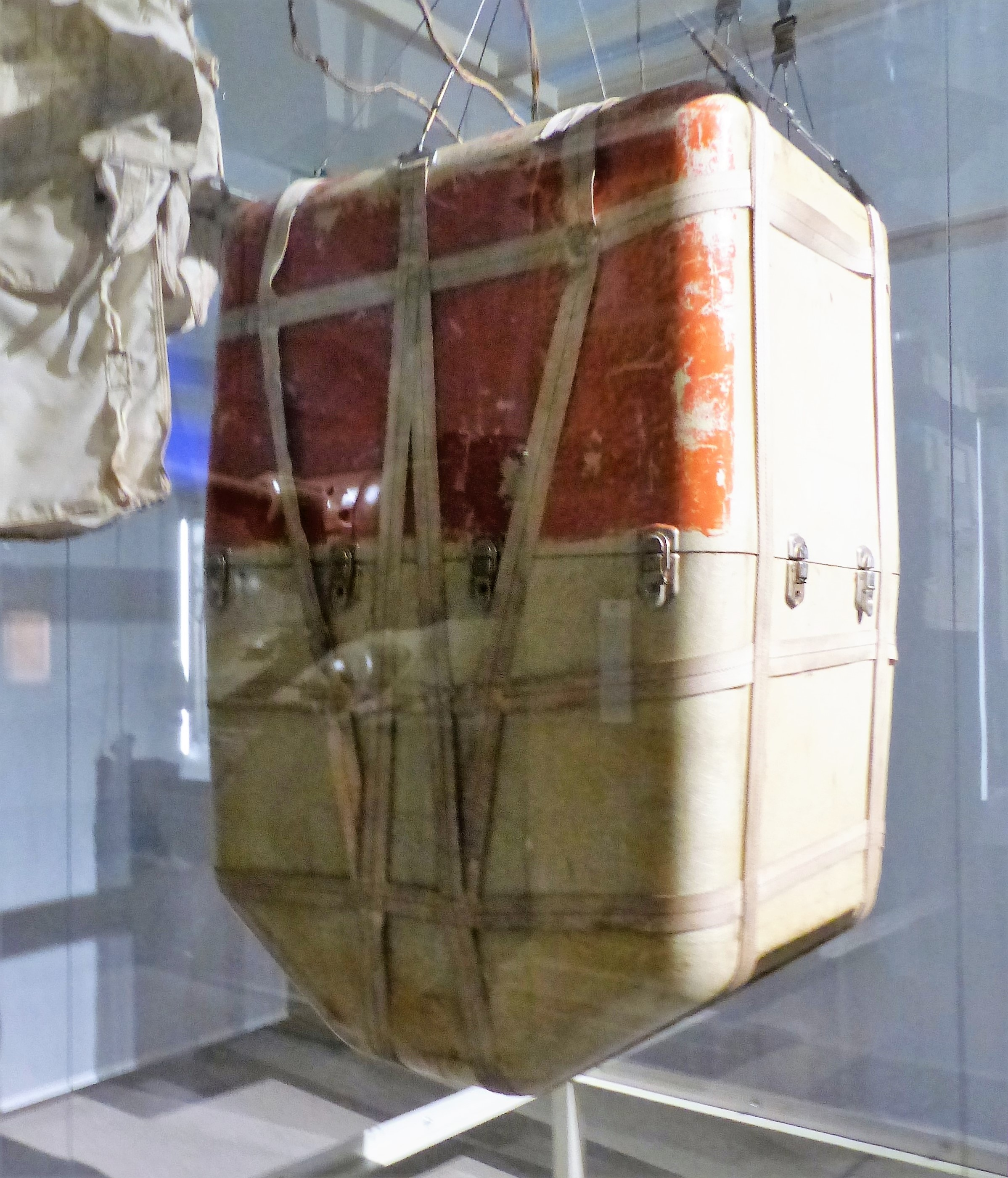
Kameratragende Gondel eines Genetrix-Ballons aus 1956, USA. (2016) Vgl. Luna 3

Ein Spionageballon ist ein zu Spionagezwecken verwendeter Ballon. Er kann sowohl bemannt als auch unbemannt sein. Bemannte Spionageballons wurden bis zum Ersten Weltkrieg zum Ausspähen von Arealen hinter der feindlichen Frontlinie eingesetzt. Diese von Feldluftschiffern betriebenen Fesselballone spielten schon im Zweiten Weltkrieg nur noch eine untergeordnete Rolle.
Im Kalten Krieg zwischen den USA und der UdSSR spielten Spionageballons wieder eine Rolle. So wurden von Mitte der 1950er- bis Ende der 1960er-Jahre über 4000 Ballons fremder Herkunft über dem Territorium der UdSSR gezählt, die von der CIA eingesetzt wurden. Bei Beschwerden der UdSSR trat die NASA als Verantwortlicher auf und behauptete, es handele sich um harmlose Wetterballons (Project Skyhook, Project Genetrix, Project Moby Dick, Project Mogul).
Unbemannte Spionageballons können ebenfalls zur militärischen Aufklärung eingesetzt werden. Wegen ihrer großen maximalen Flughöhe sind Spionageballons sehr gut geeignet für die Fernmeldeaufklärung, insbesondere für Frequenzen über 30 MHz.

## Vermutete Operationen
- Chinesischer Beobachtungsballon über Nordamerika 2023

Die US-Regierung benannte zumindest drei weitere Balloneinsätze in den Jahren 2021 bis 2023 über dem Gebiet der USA oder von Kriegsschiffen aus. Benannt und klassifiziert wurden die jeweiligen Ereignisse nach US-amerikanischen Gangstern in alphabetischer Reihenfolge:
- Accardo-21, beobachtet 2021–2022, nach Tony Accardo
- Bulger-21, beobachtet 2021–2022, nach James „Whitey“ Bulger
- Killeen-23, beobachtet 2023, nach Donald Killeen